# Flutter (phần mềm)
Flutter là một SDK phát triển ứng dụng di động nguồn mở được tạo ra bởi Google. Nó được sử dụng để phát triển ứng ứng dụng cho Android và iOS, cũng là phương thức chính để tạo ứng dụng cho Google Fuchsia.

## Lịch sử
Phiên bản đầu tiên của Flutter được gọi là"Sky"và chạy trên hệ điều hành Android. Nó được công bố tại hội nghị nhà phát triển Dart 2015, với dự định ban đầu để có thể kết xuất ổn định ở mức 120 khung hình trên giây. Trong bài phát biểu chính ở hội nghị Google Developer Days tại Thượng Hải, Google công bố phiên bản Flutter Release Preview 2, đây là phiên bản lớn cuối cùng trước Flutter 1.0. Vào ngày 4 tháng 12 năm 2018, Flutter 1.0 đã được phát hành tại sự kiện Flutter Live, là phiên bản"ổn định"đầu tiên của framework này.

## Kiến trúc khung
Các thành phần chính của Flutter gồm:
- Nền tảng Dart
- Flutter engine
- Thư viện Foundation
- Các widget được thiết kế riêng

### Nền tảng Dart
Ứng dụng Flutter được viết bằng ngôn ngữ Dart và tận dụng nhiều tính năng nâng cao của ngôn ngữ này.
Trên Android, và trên Windows, macOS và Linux thông qua dự án chưa chính thức mang tên Flutter Desktop Embedding, Flutter chạy trên máy ảo Dart với engine thực thi just-in-time (JIT). Do giới hạn về thực thi mã động của App Store, ứng dụng Flutter  sử dụng biên dịch ahead-of-time (AOT) trên iOS.
Một tính năng đáng chú ý của nền tảng Dart là hỗ trợ"tải lại nóng"(hot reload) trong đó các sửa đổi trong tập tin nguồn có thể được chèn vào ứng dụng đang chạy. Flutter mở rộng sự hỗ trợ này cho tính năng"tải lại nóng giữ trạng thái (stateful hot reload), để các sửa đổi trong mã nguồn có thể được cập nhật ngay lập tức lên ứng dụng đang chạy mà không cần phải khởi động lại hoặc mất mát các trạng thái đang có. This feature as implemented in Flutter has received widespread praise.

### Flutter engine
Engine của Flutter được viết chủ yếu bằng C++, cung cấp sự hỗ trợ kết xuất ở mức độ thấp bằng thư viện đồ họa Skia của Google. Thêm vào đó, nó giao tiếp với các SDK của riêng nền tảng như các SDK do Android và iOS cung cấp.